# Milton (Massachusetts)
Pour les articles homonymes, voir Milton.
Milton est une ville de l’État du Massachusetts, au nord-est des États-Unis d’Amérique. La commune compte 25 691 habitants en l’an 2007. 

## Personnalités liées à la ville
Milton est connue pour être la ville de naissance de l'ancien président des États-Unis George H. W. Bush ainsi que de l'architecte Buckminster Fuller.

## Source de la traduction
- (en) Cet article est partiellement ou en totalité issu de l’article de Wikipédia en anglais intitulé « Milton, Massachusetts » (voir la liste des auteurs).